# 瓦莫
瓦莫（法語：Voimhaut，法語發音：[vwamo]）是法国摩泽尔省的一个市镇，属于福尔巴克-布莱摩泽尔区。

## 地理
瓦莫（49°1'18"N, 6°25'2"E）面积4.02 平方千米，位于法国大東部大區摩泽尔省，该省份为法国东北部内陆省份，是洛林的一部分，西南接默尔特-摩泽尔省，东临下莱茵省，北与卢森堡和德国接壤。
与瓦莫接壤的市镇（或旧市镇、城区）包括：昂塞维尔、尚维尔、雷米伊、维通库尔。

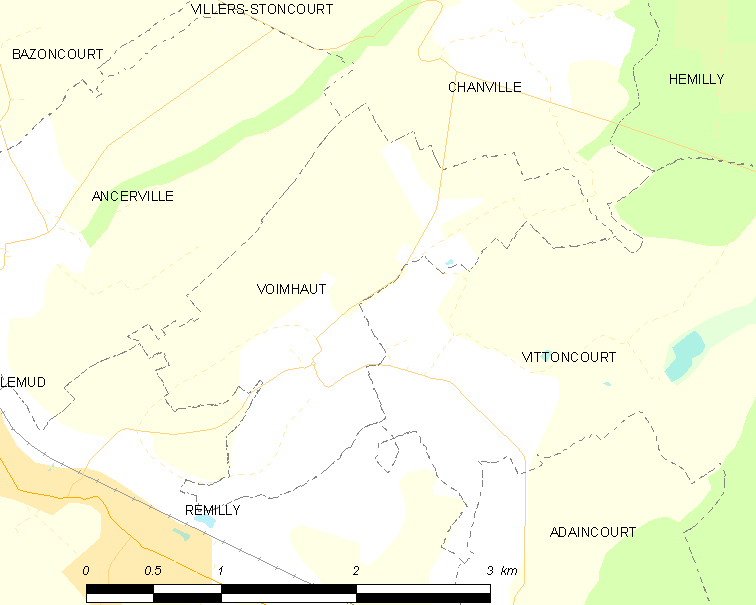
瓦莫的OSM定位图

瓦莫的时区为UTC+01:00、UTC+02:00（夏令时）。

## 行政
瓦莫的邮政编码为57580，INSEE市镇编码为57728。

## 政治
瓦莫所属的省级选区为福尔克蒙县。

## 人口

1962-2008年间瓦莫人口变化图示

瓦莫于2022年1月1日时的人口数量为252人。